# Yves-Marie Péan
Yves-Marie Péan CSC (* 25. Mai 1954 in Pilate, Haiti) ist Bischof von Les Gonaïves.

## Leben
Yves-Marie Péan trat der Ordensgemeinschaft der Kongregation vom Heiligen Kreuz bei und empfing am 16. Oktober 1983 die Priesterweihe.
Papst Johannes Paul II. ernannte ihn am 21. Mai 2002 zum Koadjutorbischof von Les Gonaïves. Der Erzbischof von Cap-Haïtien, François Gayot SMM, spendete ihm am 13. Oktober desselben Jahres die Bischofsweihe; Mitkonsekratoren waren Emmanuel Constant, Bischof von Les Gonaïves, und Hubert Constant OMI, Bischof von Fort-Liberté. 
Nach der Emeritierung Emmanuel Constants folgte er diesem am 30. Juli 2003 im Amt des Bischofs von Les Gonaïves nach.